# Airports Fiji Limited
Airports Fiji Limited (kurz: AFL) ist ein fidschianischer Flughafenbetreiber. Er betreibt zurzeit 15 der 27 Flughäfen Fidschis, welche sich auf 13 verschiedene Inseln oder Atolle verteilen.
Airports Fiji Limited wurde am 12. April 1999 vom Staat gegründet und muss 10 % des Gewinns an diesen abgeben. Der größte Flughafen von AFL, der Flughafen Nadi wickelt 98 % der Auslandsflüge Fidschis ab. AFL betreibt zudem Flugverkehrsmanagement und deckt dabei mit 6 Millionen Quadratkilometern gemanagter Fläche große Teile Melanesiens und Mikronesiens ab.

## Liste der betriebenen Flughäfen
Folgende Flughäfen werden zurzeit von AFL betrieben.
- Insel Cicia
  - Flughafen Cicia
- Insel Gau
  - Flughafen Gau
- Insel Kadavu
  - Flughafen Kadavu
- Insel Koro
  - Flughafen Koro
- Insel Lakeba
  - Flughafen Lakeba
- Insel Moala
  - Flughafen Moala
- Atoll Ono-i-Lau
  - Flughafen Ono-i-Lau
- Insel Ovalau
  - Flughafen Bureta
- Insel Rotuma
  - Flughafen Rotuma
- Insel Taveuni
  - Flughafen Matei
- Insel Vanua Balavu
  - Flughafen Vanuabalavu
- Insel Vanua Levu
  - Flughafen Labasa
  - Flughafen Savusavu
- Insel Viti Levu
  - Flughafen Nadi
  - Flughafen Nausori